# Patrice Munsel
Patrice Munsel, all'anagrafe Patrice Beverly Munsil (Spokane, 14 maggio 1925 – Schroon Lake, 4 agosto 2016), è stata un soprano statunitense.
Soprannominata Princess Pat, è stata la più giovane cantante ad apparire al Metropolitan Opera House.

## Biografia
Figlia di un dentista, visse a Spokane nello stato di Washington fino ai quindici anni, per poi trasferirsi a New York per studiare canto con Giacomo Spadoni. Nel marzo 1943, all'età di 17 anni, cantò per la prima volta al Metropolitan, dove fece il debutto ufficiale nel dicembre dello stesso anno interpretando Philine in Mignon. In totale cantò al Met 225 volte: il suo ruolo più celebre fu Adele ne Il pipistrello. Altri ruoli furono Rosina ne Il barbiere di Siviglia e Despina in Così fan tutte.
Nel 1952 sposò il produttore Robert C. Schuler, di cui rimase vedova nel 2007; la coppia ebbe quattro figli. La sua ultima performance al Met fu il 28 gennaio 1958 come protagonista de La Périchole. Dopo l'addio all'opera nel 1981 si dedicò interamente alla televisione e a musical di successo,  come South Pacific, The King and I, Mame, Applause e A Little Night Music, a Broadway e in diversi tour negli States  Si ritirò definitivamente dalle scene nel 2008. Morì nel 2016 all'età di 91 anni.

## Discografia
- Rigoletto, con Leonard Warren, Jan Peerce, dir. Pietro Cimara - dal vivo Met 1949
- Lucia di Lammermoor, con Jan Peerce, Frank Valentino, Jerome Hines, dir. Pietro Cimara - dal vivo Met 1950
- Lucia di Lammermoor (selez.), con Jan Peerce, Robert Merrill, Ezio Pinza, dir. Renato Cellini - RCA 1949/51
- La bohème (selez), con Giuseppe Di Stefano, Licia Albanese, Leonard Warren, dir. Renato Cellini - RCA 1950/51
- Carousel, con Robert Merrill, Florence Henderson, Herbert Banke, dir. Lehman Engel - RCA 1954

## Repertorio
| Ruolo             | Titolo                  | Autore                   |
| ----------------- | ----------------------- | ------------------------ |
| Mimì              | La bohème               | Giacomo Puccini          |
| Despina           | Così fan tutte          | Wolfgang Amadeus Mozart  |
| Rosina            | Il barbiere di Siviglia | Gioachino Rossini        |
| Adele             | Il pipistrello          | Johann Strauss           |
| La Périchole      | La Périchole            | Jacques Offenbach        |
| Philine           | Mignon                  | Ambroise Thomas          |
| Olympia           | I racconti di Hoffmann  | Jacques Offenbach        |
| GIlda             | Rigoletto               | Giuseppe Verdi           |
| Lucia             | Lucia di Lammermoor     | Gaetano Donizetti        |
| Kundry            | Parsifal                | Richard Wagner           |
| Zarina di Šemacha | Il gallo d'oro          | Nikolaj Rimskij-Korsakov |
| Giulietta         | Romeo e Giulietta       | Charles Gounod           |